# اتفاقية فيينا للعلاقات القنصلية
اتفاقية فيينا للعلاقات القنصلية لعام 1963 هي معاهدة دولية تحدد إطارا للعلاقات القنصلية بين الدول المستقلة. القنصل يعمل عادة خارجا في سفارة في بلد آخر ويؤدي وظيفتين:
1. حماية مصالح مواطنيهم في البلد المضيف.
2. تعزيز العلاقات التجارية والاقتصادية بين البلدين.

في حين أن القنصل ليس دبلوماسيا فإنهم يعملون من نفس المبنى وبموجب هذه المعاهدة الممنوحة فإن لهما نفس الامتيازات بما في ذلك الحصانة الدبلوماسية المسمى الحصانة القنصلية. صدق على المعاهدة 177 دولة.